# Motten
Motten è un comune tedesco di 1 936 abitanti, situato nel land della Baviera.